# Hōshōryū Tomokatsu
Hōshōryū Tomokatsu (Japonês: 豊昇龍 智勝 , nascido Sugarragchaagiin Byambasüren; 22 de maio de 1999) é um lutador profissional de sumô mongol. Lutando pelo Tatsunami Stable, ele fez sua estreia profissional em janeiro de 2018. Ele é especialmente conhecido por seus arremessos - os lutadores de sumô mongóis geralmente são arremessadores habilidosos, refletindo as habilidades usadas na luta livre mongol.
Sobrinho do 68º yokozuna do esporte Asashōryū, Hōshōryū tem três campeonatos em seu nome. Logo após sua estreia em 2018, ele ganhou o título jonidan da divisão inferior invicto. Hōshōryū ganhou seu primeiro título na divisão superior em julho de 2023, que posteriormente o promoveu ao posto de ōzeki. Depois de terminar como vice-campeão no torneio de novembro de 2024, Hōshōryū ganhou seu segundo título da divisão superior em janeiro de 2025 e foi promovido ao posto mais alto do sumô profissional, tornando-se o 74º yokozuna.